# Diocesi di Barata
La diocesi di Barata (in latino Dioecesis Baratensis) è una sede soppressa del patriarcato di Costantinopoli e una sede titolare della Chiesa cattolica.

## Storia
Barata, identificabile con le rovine di Binbir Kilisi nei pressi di Madenşehri, distretto di Karaman, in Turchia, è un'antica sede episcopale della provincia romana della Licaonia nella diocesi civile di Asia. Faceva parte del patriarcato di Costantinopoli ed era suffraganea dell'arcidiocesi di Iconio.
La diocesi è documentata nelle Notitiae Episcopatuum del patriarcato di Costantinopoli fino al XII secolo.
Sono noti sei vescovi di questa antica sede episcopale. Stefano partecipò al primo concilio di Nicea del 325; sottoscrisse gli atti tra i vescovi della Pisidia, in quanto la provincia di Licaonia fu istituita solo verso il 371. Al concilio di Calcedonia del 451 il vescovo Eugenio era assente; gli atti dell'ultima solenne sessione del 25 ottobre furono sottoscritti, al suo posto, dal metropolita Onesiforo di Iconio. Il vescovo Martirio prese parte al sinodo di Costantinopoli celebrato nei mesi di maggio e giugno 536, durante il quale furono condannati Severo di Antiochia e i suoi sostenitori, l'ex patriarca Antimo, il monaco siriano Zoora e Pietro di Apamea. Un'iscrizione frammentaria, datata tra V e VI secolo, riporta il nome di un vescovo che inizia con le lettere AN; potrebbe trattarsi di Andrea, nome più diffuso di Anastasio, Antimo, Antonio, Anatolio o Antioco.
Costantino era presente al concilio di Costantinopoli del 680 dove firmò anche per il suo metropolita Paolo; era inoltre presente al concilio detto concilio in Trullo (692). Infine Giorgio fu presente al concilio di Costantinopoli dell'879-880 che riabilitò il patriarca Fozio.
Dal 1933 Barata è annoverata tra le sedi vescovili titolari della Chiesa cattolica; la sede è vacante dal 7 gennaio 1975. Il suo ultimo titolare è stato Mihály Endrey-Eipel, vescovo ausiliare di Eger (1950-1972) e di Pécs (1972-1975).

## Cronotassi

### Vescovi greci
- Stefano † (menzionato nel 325)
- Eugenio † (menzionato nel 451)
- Martirio † (menzionato nel 536)[10]
- An… † (V/VI secolo)
- Costantino † (prima del 680 - dopo il 692)
- Giorgio ? † (menzionato nell'879)

### Vescovi titolari
- Juan Casado Obispo, O.P. † (9 marzo 1936 - 19 gennaio 1941 deceduto)
- Gaetano Pasotti, S.D.B. † (3 aprile 1941 - 3 settembre 1950 deceduto)
- Mihály Endrey-Eipel † (20 novembre 1950 - 7 gennaio 1975 nominato vescovo di Vác)